# Sam Nujoma
Samuel Daniel Shafiishuna "Sam" Nujoma (12 de mayo de 1929 - 8 de febrero de 2025) fue un activista y político namibio que fue el primer presidente de Namibia, de 1990 a 2005. Nujoma fue miembro fundador y primer presidente de la Organización del Pueblo de África del Sudoeste (SWAPO) en 1960.

## Biografía
Fue el presidente de SWAPO (Organización Popular del África Suroccidental), dirigiendo la lucha por la independencia y contra la ocupación de Sudáfrica.
Sudáfrica administraba el territorio mediante su política de apartheid (división) en donde los mejores recursos estaban reservados a los blancos, mientras los namibios eran incluso recluidos en reservas.
Como dirigente del SWAPO, Nujoma fue elegido presidente tras unas elecciones supervisadas por la ONU. Durante su gobierno se organizo el sistema educativo y el sistema sanitario. En su primer año se organizo el congreso constituyentes que daría forma a la  Constitución de Namibia que estipula elecciones a intervalos regulares, el respeto a los derechos humanos y la separación de poderessufragio universal cada cinco años y la prohibición de discriminación racial.
Fue relecto para tercer mandato de 5 años en 1999. Ganó las elecciones con un 76,8% de los votos. Dicha constitución no le permitió presentarse en 2004, por lo que en marzo de 2005 entregó el poder a su sucesor, Hifikepunye Pohamba.
Nujoma inició una reforma agraria ya que gran parte del país está aún en manos de la minoría blanca. A nivel internacional medio en torno a la República Democrática del Congo, llamada por algunos autores Primera Guerra Africana, y que costó la vida a más de 2.000.000 de personas.
Nujoma nació en el norte del país, en Ongandjera, parte de Ovambolandia. Su madre, Kuku Helvi-Mpingana Kondombombolo, era conocida como "la abuela de la nación". Vivió hasta los 108 años de edad, y murió el 26 de noviembre de 2008.